# آلیس شمالی، میشیگان
آلیس شمالی (به انگلیسی: North Allis Township) یک منطقهٔ مسکونی در ایالات متحده آمریکا است که در Presque Isle County واقع شده‌است.
 آلیس شمالی ۸۸٫۸ کیلومتر مربع مساحت و ۶۱۸ نفر جمعیت دارد و ۲۲۸ متر بالاتر از سطح دریا واقع شده‌است.